# Isola di Pelee
Pelee è un'isola localizzata nella parte occidentale del lago Erie. Dal punto di vista amministrativo fa parte della provincia canadese dell'Ontario. Con i suoi circa 42 km² di estensione, è la più grande isola del lago Erie, nonché il punto più meridionale fra i territori abitati del Canada (la vicina e disabitata Middle Island è invece il territorio canadese più a sud in assoluto).

## Clima
Grazie alla sua posizione meridionale e all'effetto moderatore del Lago Erie, l'isola di Pelee ha uno dei climi più miti del Canada al di fuori della Columbia Britannica. Per questo l'isola è stata a lungo utilizzata per la coltivazione della vigna.
Gli inverni sono freddi con una media a gennaio di -5,0 °C e con precipitazioni nevose medie annue di 76 centimetri tra novembre e aprile. Le estati sono calde e umide, ma in questa stagione le temperature raramente superano i 32 °C. L'isola è però soggetta a frequenti piogge, con una media di 75 giorni ogni anno.

## Storia
Le prove della presenza umana sull'isola possono essere datate a circa 10.000 anni fa grazie al ritrovamento di proiettili e oggetti cerimoniali. L'insediamento europeo sull'isola iniziò nel 1788 quando questa terra fu affittata a Thomas McKee dalle tribù Ojibwa e Odawa. Nel 1823 William McCormick acquistò l'isola e qui stabilì la sua famiglia nel 1834. La produzione del vino sull'isola iniziò negli anni Sessanta dell'Ottocento, ma la sussistenza degli abitanti di Pelee dipendeva anche da agricoltura, raccolta di legname, cave di pietra e pesca.
Su Pelee sorge ancora un faro originale del 1833 che un tempo veniva utilizzato per guidare i marinai attraverso il pericoloso Passaggio di Pelee, dove sono stati rinvenuti i relitti di almeno quindici imbarcazioni.
Pelee fu il luogo di una battaglia durante il conflitto fra l'Impero Britannico e l'autoproclamata Repubblica del Canada tra il 1837 e il 1838. La battaglia dell'isola di Pelee ebbe luogo lungo quello che oggi è il confine tra Michigan e Ontario nel 1838, coinvolgendo piccoli gruppi di uomini su ciascun lato del confine che cercavano di "liberare" l'Alto Canada dagli inglesi. Il 26 febbraio 1838, 300 uomini della Repubblica occuparono l'isola, ma il 3 marzo furono respinti e fuggirono o furono catturati.

## Turismo, flora e fauna
L'isola di Pelee è una popolare destinazione turistica, con migliaia di visitatori ogni anno. Ci sono diversi eventi come l'annuale Springsong Weekend, un evento dedicato all'ornitologia che si tiene nel fine settimana della Festa della mamma ed è organizzato dalla famosa autrice canadese Margaret Atwood. 
Pelee ha caratteristiche che la rendono anche una destinazione apprezzata dagli ecoturisti. L'isola è infatti situata su due importanti rotte di uccelli migratori ed è stata designata come Important Bird Area a livello globale dai partner canadesi di BirdLife International. L'Osservatorio ornitologico di Pelee lavora per conservare e studiare gli uccelli sull'isola e offre ai visitatori l'opportunità di prendere parte al monitoraggio, all'etichettatura e alla fotografia dell'ampia varietà di specie presenti.
Pelee è uno dei siti botanicamente più significativi dell'Ontario e comprende due riserve naturali provinciali: la riserva naturale di Lighthouse Point e la riserva naturale di Fish Point. La glaciazione ha lasciato una varietà di habitat per la fauna selvatica, come zone umide, dune di sabbia, alvar (aree di calcare con un basso strato di copertura) e terreni profondi adatti agli alberi della zona orientale della foresta decidua. L'isola Pelee ospita numerose specie a rischio tra cui flora e fauna, nonché insetti, lumache, mammiferi, uccelli, rettili e anfibi.

## Trasporti
L'isola è servita da due traghetti che in circa un'ora e mezza di viaggio la collegano alla terraferma dell'Ontario o al porto statunitense di Sandusky (questa seconda tratta è attiva solo dalla tarda primavera fino all'inizio dell'autunno). Quando i traghetti non sono operativi, l'unico mezzo che collega Pelee alla terraferma sono gli aerei, che possono decollare e atterrare dal Pelee Island Airport.